# Tres Isletas
Tres Isletas ist die Hauptstadt des Departamentos Maipú in der Provinz Chaco im nördlichen Argentinien.
In der Klassifikation der Gemeinden in der Provinz Chaco gehört sie zur 2. Kategorie. Der Name der Stadt bedeutet auf Deutsch Drei Inselchen. Die Stadt wurde 1939 gegründet und lebt hauptsächlich von Landwirtschaft, Imkerei und Lebensmittelherstellung.

## Persönlichkeiten
- Marcela Gómez (* 1984), Langstreckenläuferin